# Parallel Universe
«Parallel Universe» — песня американской рок-группы Red Hot Chili Peppers, шестой и последний сингл из альбома Californication. Песня никогда не издавалась на физических носителях, и была выпущена только для радиоэфира. Композиция достигла 37-й строчки в чарте Modern Rock Tracks и была включена в сборник суперхитов Greatest Hits.
Будучи одной из самых громких песен альбома с точки зрения дисторшна, в «Parallel Universe» нет ни намёка на прежний музыкальный стиль группы — фанковые басовые партии, вокал с речитативом. Голос Энтони Кидиса смягчается во время куплетов, отражая концепцию мелодичных баллад. В лирическом плане, песня затрагивает более мрачные, более интроспективные темы, нежели те, которые были популярны у группы прежде — секс и гедонизм.
Несмотря на статус промосингла, «Parallel Universe» стала одним из концертных фаворитов группы и была исполнена ими более 330 раз, с момента её премьеры в 1998 году.
Для песни не был снят видеоклип.